# Trollsåsvattnet
Trollsåsvattnet är en sjö i Stenungsunds kommun i Bohuslän och ingår i Göta älv-Bäveåns kustområde. Sjön är 4,5 meter djup, har en yta på 0,017 kvadratkilometer och befinner sig 90,5 meter över havet.